# Rolf Edling
Rolf Erik Sören Edling (Mumbai, 1943. november 30. –) olimpiai és világbajnok svéd párbajtőrvívó.